# Paul-René Gauthier
Paul-René Gauthier, né le 30 novembre 1895 à Baulay et mort à Rueil-Malmaison le 8 août 1956, est un ingénieur diplômé de l'École nationale supérieure d'arts et métiers, qui fut directeur technique des aéroplanes Morane-Saulnier de 1930 à 1956. Il est le concepteur d’avions à succès comme le MS.406 ou le MS.760 Paris. Il fut chevalier puis officier de la Légion d'honneur et également décoré de la médaille de l’aéronautique.

## Jeunesse et Éducation
Paul-René Gauthier est né à Baulay (Haute Saône) le 30 novembre 1895. Il entre en 1912 à l’École des arts et métiers de Lille. Ses études sont interrompues par le déclenchement de la Première Guerre mondiale en 1914. Exempté de service pour raisons de santé, il entre le  23 août 1915 en tant que dessinateur chez les Aéroplanes Morane-Saulnier, entreprise créée en 1911 par Léon Morane et Raymond Saulnier, et déjà célèbre grâce au pilote Roland Garros qui traversa la Méditerranée en septembre 1913 aux commandes d’un avion conçu par la société.
Morane-Saulnier voit son développement accéléré par la guerre, l’entreprise fabriquant des avions pour la toute naissante force aérienne française, qui ne porte pas encore le nom d’ « Armée de l’Air ». Paul-René Gauthier y côtoie de nombreux pilotes et se familiarise avec ces appareils.
À la fin de la guerre, ses études peuvent reprendre, mais la promotion, décimée, est regroupée avec celle d’Angers. Il en est diplômé en 1919.

## De retour chez Morane-Saulnier
Paul-René Gauthier reprend alors contact avec Raymond Saulnier, qui l’engage comme ingénieur d’études sur le site de Puteaux. Surnommé « le petit Gauthier », Paul-René devient chef du bureau d’études en 1923, puis directeur technique en 1930. Il est alors chargé du développement industriel et technique de l’entreprise, permettant à Raymond Saulnier de se consacrer à l’activité commerciale.

### À la tête du bureau d’études
Paul-René Gauthier passe alors son temps en bureau d’études ou sur le terrain pour superviser le développement des machines imaginées par l’entreprise. En 1934 à Chamonix, il assiste aux premiers essais d’un avion équipé de skis.

#### En première ligne avec le MS.406
L’entreprise connaît à partir de 1935 un fort succès grâce à la conception par Paul-René Gauthier du MS.406, premier chasseur monoplace de l’armée française, produit à plus de 1000 exemplaires, et également fabriqué sous licence par la Suisse et adopté par la Finlande.

#### Seconde Guerre mondiale
Durant l'invasion allemande au printemps 1940, Paul-René Gauthier supervise l’évacuation d’une partie des équipements des usines de Puteaux et Villacoublay avant l’arrivée de l’occupant, qui occupera la capitale le 14 juin. Morane-Saulnier s’installe en janvier 1941 à Ossun, au sud-ouest de Tarbes, et Paul-René Gauthier est nommé directeur de l’usine. L’usine est pratiquement entièrement détruite par un bombardement britannique dans la nuit du 9 au 10 mars 1944. En parallèle, Paul-René Gauthier continue de concevoir en secret des appareils afin que l’entreprise puisse repartir rapidement une fois la paix revenue. L’activité lui permet d’embaucher des jeunes, notamment ingénieurs, afin de leur éviter le Service du Travail Obligatoire.

#### Après-guerre: le succès du «Paris»
Paul-René Gauthier ne regagne le site de Puteaux qu’en 1950. C’est là-bas qu’il finit les plans du MS.755 « Fleuret », plus tard modifié et rebaptisé MS.760 « Paris » pour plus d’impact commercial. À sa sortie en 1954, il est considéré comme le premier jet d’affaires au monde. Avion quadriplace servant aussi à l’entraînement, le Paris sera vendu dans une douzaine de pays avec notamment des productions sous licence en Argentine et au Brésil, et sera le premier avion à réaction français certifié aux États-Unis. Certains exemplaires seront encore en service dans l’aéronavale dans les années 1990.

## Hommage
Paul-René Gauthier meurt d’un infarctus dans sa demeure de Rueil-Malmaison le 8 août 1956. Il est inhumé dans son village natal de Baulay en Haute-Saône le 13 août. Une patrouille de l’armée de l’air réalisant pour l’évènement un passage au-dessus du cimetière.
Lors des obsèques, Raymond Saulnier dira « Les avions qu’il a dessinés depuis 1935 ont compté parmi les vedettes de l’aviation mondiale. Ce sont notamment le MS.406, les MS.472-475, MS.700 et MS.730 et, finalement le roi des machines à voler, ce « Paris » qui a étonné l’Amérique ».

## Distinctions
- Officier de la Légion d'honneur (1953)[1]
- Médaille de l'Aéronautique (5 avril 1950)[1]
- Médaille d’honneur du travail (9 juillet 1946)[1]